# Yang Dong-geun
Pour les articles homonymes, voir Yang Dong-geun (basket-ball).
Dans ce nom coréen, le nom de famille, Yang, précède le nom personnel.
Yang Dong-geun, (coréen : 양동근), connu sous le nom de YDG, né le 1er juin 1979, est un acteur et chanteur sud-coréen. Il a notamment joué dans le film Fighter in the wind en hommage à Masutatsu Ōyama, fondateur du Karaté Kyokushinkai.

## Biographie

### Carrière musicale et cinématographique
Yang Dong-geun a commencé sa carrière d'acteur par des petits rôles pendant son enfance. Il fut connu lorsqu'il incarna en 2001 le rôle de Chang-kuk dans le film Adresse inconnue réalisé par le réalisateur Kim Ki-duk, basé sur les histoires vraies de la vie du réalisateur du film.
En 2004, il incarne le rôle de Choi Bae-dal et joue aux côtés de l'acteur japonais Masaya Kato et de l'acteur sud-coréen Jung Doo-hong dans le film, Fighter in the Wind, basé sur le manga Karate Baka Ichidai de Ikki Kajiwara, inspiré de la vie réelle de Masutatsu Ōyama.
Il commence secrètement en mai 2008 son service militaire obligatoire d'une durée de 21 mois en tant que soldat actif. Pendant cette période, il a joué dans la comédie musicale militaire, Mine avec Kangta. Cette comédie musicale est basée sur l'histoire du lieutenant Lee Jong-myung qui a perdu ses jambes dans l'explosion d'une mine tout près d'une zone démilitarisée quand il a sauvé le soldat, Sul Dong-seob depuis le champ de mines en juin 2000. Elle est la première comédie musicale de l'armée de la Corée qui se réfère littéralement à une mine terrestre. Le 25 mars 2008, il termine son service militaire obligatoire.
En mai 2010, il avait été annoncé qu'il a été choisi pour interpréter le rôle de Lee Woo-suk dans le film Grand Prix auquel Lee Joon-gi avait dû abandonner à la suite du refus de sa demande de reporter son service militaire obligatoire au bureau de l'administration militaire de Daejeon,.
Le 31 mars 2013, il signe avec l'agence Polaris Entertainment en compagnie de l'acteur Jeong Joon.
Yang Dong-geun incarne le rôle de Heo Seung-po, inspiré du personnage fictif, Porthos dans la série télévisée The Three Musketeers, adaptée du roman de Alexandre Dumas, Les Trois Mousquetaires.

### Vie privée
Le 28 mai 2013, sa fiancée donne naissance à un garçon. La date du mariage prévu a été repoussée en raison du planning du tournage du film Days of Wrath.

## Filmographie

### Cinéma
| Année | Film                               | Titre original                | Réalisateur     | Rôle                 | Détails |
| ----- | ---------------------------------- | ----------------------------- | --------------- | -------------------- | --- |
| 1991  | Super Hong Gil-dong 5              | 슈퍼홍길동 5탄                | Jo Jong-woo     | Dol-yi               | |
| 1992  | Hae roung Of Dalza Memory Backpack | 해룡이와 달자의 추억의 책가방 | Jo Jong-woo     | Lui-même             | |
| 1998  | The Best                           | 짱                            | Yang Yun-ho     | Gu-jong              | |
| 1999  | White Valentine                    | 화이트 발렌타인               | Yang Yun-ho     | Han-suk              | |
| 1999  | Dance, Dance                       | 댄스 댄스                     | Moon Seong-wook | Sun-do               | |
| 2000  | Bloody Beach                       | 해변으로 가다                 | Kim In-soo      | Jae-seung            | |
| 2001  | Adresse inconnue                   | 수취인불명                    | Kim Ki-duk      | Chang-guk            | Adaptation cinématographique d'évènements de la vie du réalisateur Kim Ki-duk du film.                                                                      |
| 2002  | Bet on My Disco                    | 해적, 디스코왕 되다           | Kim Dong-won    | Seok-gi              | |
| 2003  | Wild Card                          | 와일드 카드                   | Kim Yu-jin      | Bang Je-su           | |
| 2004  | The Last Wolf                      | 마지막 늑대                   | Koo Ja-hong     | Choi Cheol-kwon      | |
| 2004  | Fighter in the Wind                | 바람의 파이터                 | Yang Yun-ho     | Choi Bae-dal         | Adaptation cinématographique du manga Karate Baka Ichidai de Ikki Kajiwara.                                                                                 |
| 2006  | Monopoly                           | 모노폴리                      | Lee Hang-bae    | Ho Kyung             | |
| 2010  | Grand Prix                         | 그랑프리                      | Yang Yun-ho     | Woo-suk              | |
| 2011  | Perfect Game                       | 퍼펙트 게임                   | Park Hee-gon    | Sun Dong-yeol        | Adaptation cinématographique de l'histoire vraie entre les deux joueurs de baseball rivaux Sun Dong-yeol de Haitai Tigers et Choi Dong-won de Lotte Giants. |
| 2012  | Love 911                           | 반창꼬                        | Jeong Gi-hun    | Détective Bang Je-su | Caméo |
| 2013  | Days of Wrath                      | 주상욱                        | Shin Dong-yeob  | Chang-Sik            | |
| 2013  | Rough Play                         | 배우는 배우다                 | Shin Yeon-shick | Kang Bin             | Caméo |
| 2013  | Black Gospel                       | 블랙가스펠                    | hisMT Ministry  | Lui-même             | Film documentaire |

### Télévision
| Année | Série télévisée                          | Titre original              | Rôle                   | Chaine télévisée | Détails                                                                           |
| ----- | ---------------------------------------- | --------------------------- | ---------------------- | ---------------- | --------------------------------------------------------------------------------- |
| 1989  | Carousel                                 | 회전목마                    |                        | KBS1             |                                                                                   |
| 1989  | The Crescent Moon                        | 초승달과밤배                |                        | MBC              |                                                                                   |
| 1990  | Seoul Earthen Bowl                       | 서울 뚝배기                 | Jang Soo-gon           | KBS              |                                                                                   |
| 1991  | Hyung                                    | 형                          | Dong-hoon jeune        | KBS2             |                                                                                   |
| 1992  | Gwanchon Essay                           | 관촌 수필                   |                        | SBS              |                                                                                   |
| 1995  | New Generation Report: Adults Don't Know | 신세대 보고 어른들은 몰라요 |                        | KBS1             |                                                                                   |
| 1996  | Three Guys and Three Girls               | 남자셋 여자셋               |                        | MBC              |                                                                                   |
| 1999  | School 2                                 | 학교2                       | Jo Suk-ho              | KBS2             |                                                                                   |
| 1999  | Ad Madness                               | 광끼                        | Hwang Dae-joo          | KBS2             |                                                                                   |
| 2000  | Ready Go!                                | 그가 간이역에 내렸다        |                        | KBS2             |                                                                                   |
| 2000  | Nonstop 2                                | 논스톱 2                    | Lui-même               | MBC              | Sitcom                                                                            |
| 2000  | Seongam Island                           | 선감도                      |                        | MBC              |                                                                                   |
| 2000  | The Full Sun                             | 태양은 가득히               |                        | KBS              |                                                                                   |
| 2002  | Ruler of Your Own World                  | 네 멋대로 해라              | Ko Bok-su              | MBC              |                                                                                   |
| 2006  | Dr. Gang                                 | 닥터 깽                     | Gang Dal-go            | MBC              |                                                                                   |
| 2007  | I Am Sam                                 | 아이엠샘                    | Jang Yi-san            | KBS2             | Adaptation cinématographique du manga Kyōkasho ni Nai! de Kazuto Okada.           |
| 2012  | Hero                                     | 히어로                      | Kim Heung-chul         | OCN              |                                                                                   |
| 2014  | The Three Musketeers                     | 삼총사                      | Heo Seung-po           | TVN              | Adaptation cinématographique du roman Les Trois Mousquetaires de Alexandre Dumas. |
| 2024  | Squid Game                               | 오징어게임                  | Parc Yong Sik (no 007) | Netflix          |                                                                                   |

- prévu en 2025 : The Manipulated (조각도시) : Yeo Deok-soo

## Discographie

### Singles
| Année | Single                                      | Album promu               |
| ----- | ------------------------------------------- | ------------------------- |
| 2010  | JAJAJA (Feat. Dynamic Duo & Crush)          | YDG Series Vol.1 - JAJAJA |
| 2010  | 개키워 (2010 New Ver.)                      | 개키워                    |
| 2012  | Just the Two of Us (Feat. Bizzy & Lee Jung) | Just the Two of Us        |
| 2012  | Give It to Me (Feat. Dok2 & The Quiett)     | Give It to Me             |
| 2013  | Father                                      | Father                    |
| 2014  | JAJAJA (Feat. Dynamic Duo & Crush)          | YDG Series Vol.1 - JAJAJA |

## Clips musicaux
| Année | Titre     | Artiste       |
| ----- | --------- | ------------- |
| 2008  | Don't Cry | Paran         |
| 2012  | 느낌      | Button (버튼) |

## Comédies musicales
- 2005 : Yang Dong-geun joue dans la comédie musicale Outrage au public.
- 2007 : Il est choisi comme metteur en scène par le directeur artistique Ki Seo-guk pour la comédie musicale Outrage au public.
- 2008 : Yang Dong-geun joue dans la comédie musicale Mine pendant qu'il faisait son service militaire obligatoire et incarne le rôle de Kang Bong-tae.

## Distinctions
- 1991 : 
  - KBS Drama Awards : Meilleur jeune acteur pour Hyung
  - 27e Baeksang Arts Awards : Meilleur jeune acteur pour Seoul Earthen Bowl
- 2001 : 
  - 21e Korean Association of Film Critics Awards : Prix du meilleur nouveau acteur pour Adresse inconnue
  - MBC Entertainment Awards : Grand Prix, catégorie sitcom pour Nonstop
- 2002 : 
  - MBC Drama Awards : Meilleur acteur dans une mini-série pour Ruler of Your Own World
  - MBC Drama Awards : Choix des téléspectateurs pour Ruler of Your Own World
  - MBC Drama Awards : Choix des journalistes pour Ruler of Your Own World
- 2003 : 
  - 39e Baeksang Arts Awards : Meilleur nouvel acteur (TV) pour Ruler of Your Own World
  - 2e Korean Fashion World Awards : Le mieux habillé
- 2004 : 27e Golden Cinematography Awards : L'acteur le plus populaire pour Wild Card
- 2006 : Plaque d'appréciation décerné par le musée de la police
- 2009 : Prix du staff du chef de l'armée de la République de Corée